# Hans Dellbrügge
Hans Dellbrügge (* 15. September 1902 in Bielefeld; † 19. Februar 1982 in Bad Neuenahr-Ahrweiler) war ein deutscher Jurist, SS-Brigadeführer und nach dem Zweiten Weltkrieg langjähriger Geschäftsführer des Landkreistags Nordrhein-Westfalen.

## Leben
Dellbrügge war der Sohn eines Mittelschulrektors. Er absolvierte nach dem Abitur in Bielefeld ab 1921 ein Studium der Rechts- und Staatswissenschaften. Das Studium schloss er 1927 an der Universität Marburg mit Promotion zum Dr. jur. ab. Sein Dissertationsthema beschäftigte sich mit einem rechtswissenschaftlichen Vergleich über parlamentarische Demokratieformen. Danach trat er in die preußische Verwaltung ein und war Regierungsassessor an verschiedenen Landratsämtern.
Nach der Machtübergabe an die Nationalsozialisten trat er zum 1. Mai 1933 der NSDAP bei (Mitgliedsnummer 2.008.517). Im gleichen Jahr, zum 30. Dezember wurde er Mitglied der SS (SS-Nummer 201.858). Von August 1933 bis Mai 1934 war er Generalpolizeidezernent bei der Regierung in Arnsberg. Hier lernte er den Oberpräsidenten der Rheinprovinz, Josef Terboven und den damaligen Regierungspräsidenten Karl Eugen Dellenbusch kennen. Anschließend wurde er als Personalreferent in das Reichsministerium des Innern übernommen und im selben Jahr zum Regierungsrat befördert. Danach wurde er während seiner Tätigkeit im Reichsministerium des Innern zum Oberregierungsrat befördert. Im Sommer 1937 erschien im Heymann Verlag Berlin die von Dellbrügge verfasste Publikation zur Ausbildung von Beamten für die höhere Verwaltungslaufbahn und 1938 wurde er zum Ministerialrat ernannt.
Im April 1940 wechselte Dellbrügge nach Wien und wurde dort im Range eines Regierungspräsidenten in der Reichsstatthalterei tätig. Unmittelbar nach dem Überfall der Wehrmacht auf Norwegen Ende April 1940 erhielt er eine kurzfristige Anforderung, dort den Aufbau der deutschen Besatzungsmacht zu unterstützen. Die Empfehlung dafür war von dem am 24. April 1940 als Reichskommissar in Oslo eingesetzten SS-Obergruppenführer Josef Terboven ausgegangen. Dellbrügge war ab Mai maßgeblich an den Verhandlungen mit dem norwegischen Administrationsrat über die Form und Art Beteiligung von Norwegern an der zu errichtenden Machtinstitution beteiligt. In dem unmittelbar nach der norwegischen Kapitulation im Juni 1940 errichteten Reichskommissariat Norwegen übernahm er am 15. Juli 1940 die Leitung der Hauptabteilung Verwaltung und wurde damit zum Stellvertreter von Reichskommissar Terboven. Mehrere der durch Dellbrügge mit erarbeiteten und vertretenen Kompromisse sowie versuchte Wege, einen gemeinsamen Konsens mit norwegischen Persönlichkeiten zu finden, verfolgten vor allem das Ziel das Besatzungsgebiet Norwegen langfristig in das „Reich“ hineinzuführen. Gemeinsam mit Terboven hatten er die Erkenntnis gewonnen, dass die von Berlin geforderte schnelle „Nazifizierung“ nicht zum Ergebnis führen kann. Als Steuerinstitution sollte nach den Plänen Heinrich Himmlers die SS fungieren. Die bis September 1940 geführten Verhandlungen scheiterten letztendlich an der selbstbewussten Haltung der Norweger, sich nicht einer „Fremdherrschaft“ zu beugen sowie an dem sturen Verharren Adolf Hitlers, einseitig seine Forderungen durchgesetzt wissen zu wollen. Auf seinen Befehl hin mussten alle ausgehandelten Kompromisslösungen zum 20. September 1940 verworfen und die Verhandlungen abgebrochen werden. Damit wurde in Norwegen eine deutsche Besatzungsmacht in Form des Reichskommissariats Nord unter der autokratischen Leitung Terbovens mit seinem Stellvertreter Dellbrügge installiert. Um den Schein nach außen zu wahren, wurden zehn Norweger als „kommissarische Staatsräte“, aus einer von Terboven zusammengestellten Kandidatenliste, ausgewählt. In seiner aus diesem Anlass gehaltenen Rede am 25. September 1940 ließ er wissen, dass er nun „Kraft des mir gemäss des Führererlasses zustehenden Rechtes“ die politische Macht ausüben wird. Gescheitert war damit der Versuch, eine andere Regierungsform für Norwegen zu finden, als es bei der deutschen Okkupation Polens vollzogen worden war. Die damit für die Besatzerzeit in Norwegen beginnende Allmacht des Reichskommissars dürfte, wenn der Vergleich mit den von Dellbrügge in den Verhandlungen mit den Norwegern erreichten Grundpositionen nicht trügt, nicht seinen Haltungen zur Rolle des Rechts und Formen der Mitbestimmung entsprochen haben. Nach nur acht Monaten kehrte er im Juni 1941 in die Institution des Reichsstatthalters nach Österreich zurück.
In Wien gehörte er 1941 als Stellvertreter des Gauleiters Baldur von Schirach zu dessen Führungskern. Im Jahr 1944 war er auch Mitarbeiter des Reichssicherheitshauptamtes. Er wurde im Juni 1944 zum SS-Brigadeführer befördert.
Nach Kriegsende war Dellbrügge ab 1951 für zwei Jahre Hauptgeschäftsführer der Deutschen Krankenhausgesellschaft. Von Anfang April 1953 bis Ende Januar 1955 war er Beigeordneter des nordrhein-westfälischen und Deutschen Städtetages sowie anschließend bis zu seinem Eintritt in den Ruhestand Ende September 1968 Geschäftsführer des Landkreistags Nordrhein-Westfalen.

## Publikationen
- Die "parlamentarische Demokratie" der Reichsverfassung und die "proletarische Demokratie" der Verfassung der Russischen Förderativen Sowjet Republiken vom 10. Juli 1918" Universität Marburg 1927;
- Die Ausbildung für den höheren Dienst in der allgemeinen und inneren Verwaltung, Heymann Verlag Berlin 1937;